# Dorino Serafini
Teodoro Serafini, detto Dorino (Pesaro, 22 luglio 1909 – Pesaro, 5 luglio 2000) è stato un pilota motociclistico e pilota automobilistico italiano.

## Carriera
Cominciò con il motociclismo negli anni 1930 diventando Campione Italiano nel 1933 nella categoria 175 cc e nel 1936 in quella 500 cc, e Campione europeo della 500 nel 1939.

Dopo la seconda guerra mondiale passò alle quattro ruote gareggiando in varie gare riservate alle monoposto di diverse formule, con alterni risultati, fino al Grand Prix de Comminges del 1947 dove al volante di una Maserati restò in testa fino a quando non incappò in un pauroso incidente dovuto alla rottura dello sterzo, al quale sopravvisse a stento.
Ritornò alle corse alla fine del 1948, partecipando principalmente a gare di Formula 2, e nel 1950 si unì alla Scuderia Ferrari con la quale gareggiò in F2, nelle gare sport (secondo posto alla Mille Miglia) e anche a due gare di Formula 1, il Gran Premio di San Remo non valido per il Mondiale e la prima edizione del Gran Premio d'Italia valido per il neonato Campionato, dove giunse secondo condividendo la vettura con Alberto Ascari.
Di nuovo sotto contratto con la Ferrari, nel 1951 proseguì con le gare in varie categorie fino a quando un nuovo gravissimo incidente durante la Mille Miglia mise fine alla sua carriera, con poche vittorie ma molti buoni piazzamenti: Serafini ha conquistato il secondo posto in molte gare e in tutti i Gran Premi di Formula 1 a cui ha partecipato (uno solo valido per il mondiale e tre non validi).

## Risultati

### Formula 1
| 1950 | Scuderia | Vettura |  |  |  |  |  |  |   | Punti | Pos. |
| ---- | -------- | ------- |  |  |  |  |  |  | - | ----- | ---- |
| 1950 | Ferrari  | 375 F1  |  |  |  |  |  |  | 2 | 3     | 13º  |

| Legenda | 1º posto     | 2º posto | 3º posto    | A punti         | Senza punti/Non class.  | Grassetto – Pole position Corsivo – Giro più veloce |
| Legenda | Squalificato | Ritirato | Non partito | Non qualificato | Solo prove/Terzo pilota | Grassetto – Pole position Corsivo – Giro più veloce |

### 24 Ore di Le Mans
| Anno | Classe | N° | Gomme | Vettura                                  | Squadra        | Co-piloti      | Giri | Pos. Assol. | Pos. di Classe |
| ---- | ------ | -- | ----- | ---------------------------------------- | -------------- | -------------- | ---- | ----------- | -------------- |
| 1950 | S 3.0  | 25 | E     | Ferrari 195S Berlinetta Ferrari 2.4L V12 | Luigi Chinetti | Raymond Sommer | 82   | DNF         | DNF            |